# Microkorrel
Microkorrels, (Engels “microbeads”), ook wel microbolletjes of -kralen genoemd, zijn kleine, vaste kunststof deeltjes van minder dan een millimeter. Ze worden gebruikt in cosmetica, zepen en tandpasta's, en verder ook in sommige schoonmaakmiddelen, en in het wetenschappelijk onderzoek naar gezondheidsproducten en -technieken.
Microkorrels kunnen waterverontreiniging door plasticdeeltjes veroorzaken, en een gevaar voor het milieu vormen voor waterdieren in zoetwater en zeewater. In een aantal landen is daarom de productie, verwerking en/of verkoop van microkorrels aan banden gelegd. Het verbod betreft dan doorgaans alleen de “afspoelbare” microkorrels, die dus in het afvalwater terechtkomen. Dit in tegenstelling tot de microkorrels die toegevoegd worden aan keramiek, verven, coatings en dergelijke.  

## Productie
Microkorrels worden geproduceerd in grootte vanaf 6 micrometer (µm), en tot 1 millimeter. Dat gebeurt al sedert de jaren 1970,  maar het fenomeen bleef tot ongeveer 2012 buiten beeld. Dat veranderde toen in 2012 een app werd gelanceerd waarmee producten konden gecheckt worden op microkorrels.
Als grondstof wordt meest gebruik gemaakt van polyethyleen, maar het kunnen ook andere petrochemische kunststoffen zijn, zoals polypropyleen en polystyreen. Exfolianten werden traditioneel verkregen uit natuurlijke bronnen zoals gemalen zaadkernen of puimsteen. Als alternatieve grondstoffen voor de productie wordt gedacht aan mineralen zoals silicium of puimsteen, aan natuurproducten zoals walnotenpoeder, koffiepoeder, gemalen abrikozenpitten, griesmeel van mais, en zelfs suiker of zout. In mei 2017 publiceerden onderzoekers van de University of Bath een procédé voor de productie van plasticvrije microkorrels met cellulose, bijvoorbeeld vanuit de papierproductie.
Naast cosmetica en schoonmaakproducten, zijn microkorrels ook geschikt voor het creëren van poreuze structuren in keramiek en andere materialen, vanwege hun lage smelttemperatuur en snelle faseovergangen. Een andere toepassing is de poedercoating, het verwerken van speciale poeders in verflagen.

## Toepassingen
- cosmetica: onder meer anti-verouderingscrème, scrubzout en peelingproducten, gezichtsreiniger, douchegel, handzeep, zonnebrandcrèmes;
- tandpasta
- schoonmaakproducten: schuurmiddelen
- vrij verkrijgbare geneesmiddelen

## Milieu-effecten
Wanneer microkorrels weggespoeld worden in het riool, passeren ze ongefilterd doorheen de waterzuiveringsinstallatie en komen dan ongehinderd in rivieren en uiteindelijk de zee. De risico’s van microplastics gelden nog meer voor microkorrels. Bovendien is aangetoond dat ze verontreinigende stoffen zoals pesticiden, PCB’s en PAK’s absorberen en concentreren. Zelfs wanneer zuiveringsinstallaties microplastics tegenhouden, ontsnapt toch nog een groot aantal microkorrels.
Een groot aantal dieren, van insectenlarven, kleine vissen, amfibieën en schildpadden tot  vogels en grotere zoogdieren, zien microkorrels als voedsel. Het inslikken van kunststof is een toxisch risico, niet alleen voor deze dieren, maar ook voor andere soorten hogerop in de voedselketen. 
In de Verenigde Staten was het Eriemeer in 2013 ernstig vervuild door microkorrels.

## Gezondheidseffecten
In een Duits onderzoek uit 2019 werd vastgesteld dat sporen van plasticproducten teruggevonden werden in de bloed- en urinestalen van meer dan 97% van de kinderen tussen 3 en 17 jaar. Voor sommige van de 15 geteste stoffen bestaan geen gezondheidskritische grenswaarden. Waar die wel bestaan, werden deze voor twee verbindingen overschreden.

## Opsporing
In 2012 lanceerde de North Sea Foundation en de Plastic Soup Foundation een “Beat the Microbead” app. Gebruikers konden hiermee in de  winkel de streepjescode van een product scannen om de aanwezigheid van microbeads op te sporen. 

## Regulering

Verbodsmaatregelen inzake microkorrels
Volledig verbod
Verbod op productie en import
Regionaal verbod op productie, import of verkoop

Eind 2015 ondertekende de Amerikaanse president Obama de “Microbead-Free Waters Act”.  
Een groeiend aantal landen heeft intussen een geheel of gedeeltelijk verbod uitgevaardigd voor de import, productie en/of verkoop van “afspoelbare”  microkorrels:
- Frankrijk: 1 januari 2018
- Canada: 1 januari 2018
- Italië: 1 januari 2020
- India: 1 januari 2020
- Nederland: einde 2016
- Nieuw-Zeeland: 7 juni 2018
- Zuid-Korea: 1 juli 2017
- Zweden: 1 januari 2019
- Taiwan: 1 juli 2018
- Verenigd Koninkrijk: 1 oktober 2018
- Verenigde Staten: 1 juli 2017